# Verutipes
Genre
Verutipes est un genre de copépodes de la famille des Rhynchomolgidae.

## Distribution
Les espèces de ce genre se rencontrent dans l'océan Pacifique en Nouvelle-Calédonie et en Corée du Sud.
Les espèces de ce genre sont associées à des anémones de mer.

## Liste des espèces
Selon World Register of Marine Species (22 décembre 2017) :
- Verutipes laticeps Humes, 1982
- Verutipes scutatus Kim I.H., 2006

## Publication originale
- Humes, 1982 : A review of Copepoda associated with sea anemones and anemone-like forms (Cnidaria, Anthozoa). Transactions of the American Philosophical Society, Philadelphia, vol. 72, no 2, p. 1-120.